# 戈兰·穆亚诺维奇
戈兰·穆亚诺维奇（Goran Mujanović，1983年9月29日—）是克罗地亚足球运动员，司职中场或锋线，目前效力于瓦泰克斯。2008-09赛季，他是瓦泰克斯队中的联赛最佳射手。
2010年初原瓦泰克斯主帅拜塞克出任上海申花助理教练，他也随之来到上海接受考察，不过最终未获认可又返回了克罗地亚。